# Rannapungerja
Rannapungerja is een plaats in de Estlandse gemeente Alutaguse, provincie Ida-Virumaa. De plaats heeft de status van dorp (Estisch: küla) en telt 28 inwoners (2021).
Tot in oktober 2017 hoorde Rannapungerja bij de gemeente Tudulinna. In die maand werd Tudulinna bij de fusiegemeente Alutaguse gevoegd.
De plaats ligt aan de noordoever van het Peipusmeer.